# 民のかまど
民のかまど（たみのかまど）は、仁徳天皇の治世からの言葉。

## 概要
この言葉は、庶民の生活ということを意味する。

### 歴史
仁徳天皇がある時に高い山に登って民の暮らしを見渡したところ、炊煙が上がっていない人家を見つける。この時に仁徳天皇は、この地域は水が少なく、災害や飢饉に見舞われており、人々は食べるものも十分に手に入れることができていないために炊煙が上がっていないのだろうと推測する。このことから仁徳天皇は3年間、税を免除した。そして民の生活が豊かになるまでは食事も着る者も倹約して、宮殿の屋根の茅の穿き替えも行わなかった。仁徳天皇のこの仁愛が通じたのか民は熱意を持って働くようになり、次第に豊かさを回復していくようになる。宮殿が荒れていっても仁徳天皇は自分はもう富んできたと言い、それは天が人君を立てるのは人民のためであるため人民が根本であるという考えからであった。税が無いことから仁徳天皇の宮殿は荒れ果てて衣も新調できないほどになったものの、それから煙が上がるようになっているのを見て、民が富んでいるのは自分も富んでいることであると喜ばれた。仁徳天皇が高台に登って民の暮らしを見渡してみれば煙が立っていたことから、民のかまどは賑わいにけりを詠む。この話からの教訓は、民の幸せは天皇の幸せでもあるという考えであり、現在の皇室にも伝承されている思想である。